# Cecilia Bitz
Cecilia M. Bitz (Portland, Oregón, 4 de marzo de 1966) es una climatóloga estadounidense conocida por sus investigaciones sobre el banquisa y el cambio climático en latitudes elevadas. Es profesora en el Departamento de Ciencias Atmosféricas y directora del programa sobre Cambio Climático de la Universidad de Washington. Participó en el segmento de All Things Considered de NPR para hablar sobre los factores que conducen a la pérdida del hielo marino en 2007 y testificó ante el Comité de Energía y Recursos Naturales del Senado de los Estados Unidos sobre las oportunidades del Ártico en 2015.

## Primeros años y educación
Cecilia Bitz nació en Portland, Oregón, Estados Unidos, el 4 de marzo de 1966. Aunque inicialmente se interesó por la física, descubrió su pasión por el hielo marino después de leer un libro sobre el cambio climático, Our Changing Atmosphere, de John Firor. En 1988, recibió su licenciatura en ingeniería física de la Universidad Estatal de Oregón y su maestría de la Universidad de Washington en 1990. Completó su trabajo de doctorado en ciencias atmosféricas en la Universidad de Washington en 1997, donde trabajó con David S. Battisti para completar su disertación sobre la variabilidad natural en el clima del ártico utilizando modelos climáticos.

## Trayectoria e investigación
Desde que recibió su doctorado, Bitz ha llevado a cabo investigaciones sobre el hielo marino, principalmente a través de modelos climáticos, y ha contribuido a más de 100 publicaciones arbitradas. Comenzó a enseñar en la Universidad de Washington en 2005, donde enseña en el Departamento de Ciencias Atmosféricas. 
En 2013-14, fue becaria Fulbright Sénior en Nueva Zelanda. En 2006, copublicó una investigación que predijo la pérdida abrupta y masiva de hielo en el Ártico en el verano de 2007. En algunas de sus muchas publicaciones, introdujo nuevos métodos para modelar el hielo marino y explicó por qué el hielo marino del Ártico se derrite rápidamente con el calentamiento global. Codirige la Sea Ice Prediction Network, que pronostica el hielo marino del Ártico para el transporte marítimo, militar y los pueblos indígenas del Ártico.

## Premios y honores
- Miembro de la Unión Americana de Geofísica, 2018[9]
- Miembro de la Sociedad Meteorológica Estadounidense, 2015[10]
- Premio de Ascenso de la Unión Americana de Geofísica en Ciencias Atmosféricas, 2013[11]
- Premio Fulbright Scholar, 2013[4]
- Premio Rosenstiel en Ciencia Atmosférica y Oceanografía, 2013[11]